# Robert Walthour

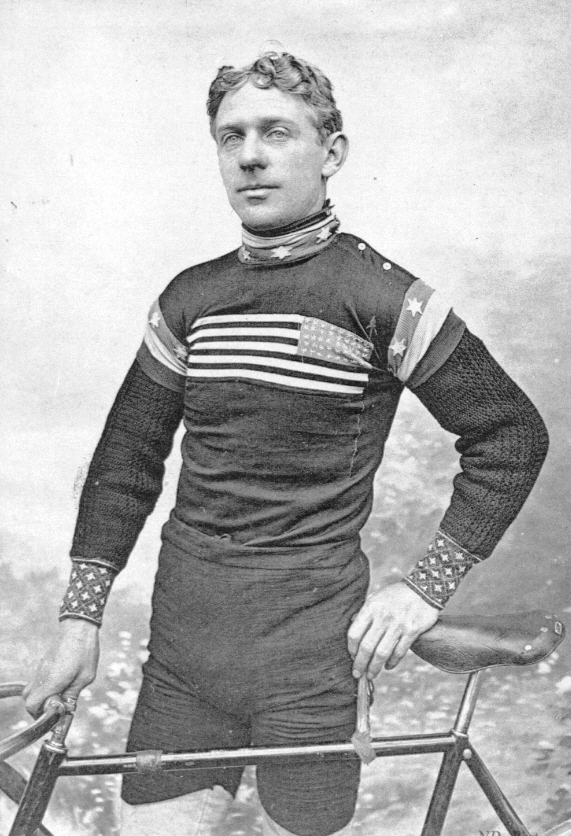
Robert Walthour.

Robert "Bobby" Howe Walthour, född 1 januari 1878, död 1 september 1949 i Boston, var en amerikansk professionell tävlingscyklist. Han var far till Robert Walthour J:r.
Walthour var åren efter sekelskiftet en av världens bästa stayer- och sexdagarsryttare. Han vann världsmästerskapet efter motorpace 1904 och 1905 samt blev tvåa 1910. Åren 1901 och 1903 segrade han i New Yorks sexdagarslopp.